# Audrey Riley
Audrey Riley és una compositora, violoncel·lista, directora, i arranjadora nord-americana que ha col·laborat amb grups de gran renom com Coldplay, Foo Fighters i The Smiths entre d'altres. Va començar els seus inicis en el món de la música clásica i en el gènere del pop tradicional i al llarg de les tres dècades que porta treballant en la indústria de la música ha tocat diversos gèneres del panorama de la música actual evolucionant fins al gènere de música contemporània experimental. A més, durant aquest procés creatiu, va passar 10 anys de gira amb la companyia de dansa novaiorquesa Merce Cunningham Dance Company.
Ha dirigit les orquestres simfòniques de Seattle i Chicago i ha fundat el seu quartet de corda i la seva orquestra, contribuint a innombrables projectes i gravacions discogràfiques. Com a intèrpret, ha col·laborat en molta varietat de projectes; des de treballar amb companyies de dansa com el Royal Ballet i el Scottish Ballet interpretant tant peces clàssiques com contemporànies de compositors com Kevin Volans i David Lang, fins a col·laborar amb grups com The Smiths en la gravació de la canció Pretty Girls Make Graves interpretant una improvisació de violoncel sol.
Recentment ha tocat les suites per a violoncel de Bach amb adaptacions modernes i ha treballat amb coreògrafs com Jacky Lansley.

## Formació i trajectòria professional
Riley es va formar a la Guildhall School of Music amb Leonard Stehn, quan es va graduar va començar a treballar en la banda de la flautista Virginia Astley com a violoncel·lista (1983 a 1986). Durant aquest període, va aprendre a improvisar i es va allunyar de la perspectiva de la música clàssica. Van fer concerts per tot Regne Unit i això li va donar molta visibilitat com a artista. Poc després, The Smiths va contactar amb ella perquè gravés una improvisació per a una de les seves cançons; Pretty Girls Make Graves.
En 1985, fongui un quartet de corda amb el qual continua treballant avui dia. A més a més, Riley ha estat membre de la banda post-minimalista Icebreaker des de 1989, i també va freqüentar gravacions de sessions indie.
Durant 2002/03, Riley es va embarcar en el seu propi projecte, titulat A Change of Light, una col·laboració entre músics, compositors i artista visual Philip Riley, amb Andrew Zolinsky (piano), James Woodrow (guitarra), Nick Allum (The Fatima Mansions, the Apartments, Cathal Coughlan) i Rob Allum (High Llamas, Turin Brakes) tots dos a la bateria, amb el objectiu de presentar música per a violoncel en un recital però d'una manera no convencional i ampliada. A partir d'aquest nou proyecte, s'han escrit i estrenat obres dels compositors Gavin Bryars, David Lang, Steve Hillier (Dubstar), Mark Brydon (Moloko), Emma Anderson (Lush), Cathal Coughlan, Piet Goddaer (Ozark Henry), David Gavurin, Harriet Wheeler (The Sundays) i Damian le Gassick. Després de moltes actuacions a galeries d'art i locals del Regne Unit, el projecte es va gravar el 2003/04 per a un llançament combinat de CD/DVD, amb una segona sèrie que es va desenvolupar posteriorment.
Va participar en la primera actuació d'una nova obra, "Views", amb música de Cage, actuant amb el violinista experimental japonès Takahisa Kosugi i el compositor Christian Wolff amb el que va fer una gira per Europa durant els anys de 2005–6.
Actualment compagina el seu treball com a professora del ICMP (Institute of Contemporary Music Performance) amb el treball com a professora de cello en Goldsmith College i les diverses classes sobre la interpretació musical en Brunel University. Cal recalcar les col·laboracions amb altres artistes que realitzat durant els últims anys. Aquesta llista d'artistes inclou noms de la talla de Jessie-J, Funeral for a Friend, The Go-Betweens i Coldplay entre d'altres.

## Obres i projectes professionals
Com a compositora, arranjadora i violoncel·lista ha treballat durant dues dècades amb nombrosos grups com The Style Council (A Stones Throw Away), the Smiths (Stop Me), Nick Cave (a Tender Prey), Dubstar, The Cure, The Go- Betweens, The Sundays, Lush, the Smashing Pumpkins (per a qui va dirigir les cordes de l'Orquestra Simfònica de Chicago) i Dave Matthews (per a qui va dirigir l' Orquestra Simfònica de Seattle en vuit dels seus arranjaments per a l'àlbum Some Devil). Així com aparicions en directe i a la televisió amb molts altres. Ha contribuït amb la seva interpretació i arranjaments a nous àlbums de Foo Fighters (Echoes, Silence, Patience &amp; Grace), Coldplay (A Rush of Blood to the Head i X&Y ), Feeder (Yesterday Went Too Soon, Comfort in Sound i Pushing the Senses), Muse (Absolution, Black Holes & Revelations, The Resistance and Drones), Moloko (Estàtues) i Fightstar (Sigues humà).
Ha treballat amb companyies de dansa com Siobhan Davies, Royal Scottish Ballet i Random Dance. Des del 2001 ha realitzat una gira amb la Merce Cunningham Dance Company interpretant Gavin Bryars Bi-ped i el treball solista per a violoncel, One 8 de John Cage, a París, Mullhouse, Berlín, Dublín, Reykjavík, Bergen, Hong Kong, Brasil i a The Barbican Centre, Londres.

#### Compositora i arranjadora
Audrey Riley ha compost diversos arrenjaments per orquestra i grups instrumentals majoritàriament. Ha col·laborat en arranjaments de molts àlbums juntament amb la seva pròpia orquestra. Molts dels seus arranjaments han aparegut en enregistraments que han guanyat als premis Grammy.

Audrey Riley recorda la gènesi de la seva carrera compositiva:
“He estat tocant el violoncel amb bandes i fent arranjaments per a bandes durant més de 30 anys. El meu germà Richard sempre ha sigut un compositor prolífic. De vegades em demanava que toqués amb ell, o podia escoltar un paper del meu violoncel en la seva obra i li preguntava si podria tocar.
El meu primer arranjament va ser per a Richard durant el meu primer any a la Guildhall School of Music. Podia escoltar parts per a un quartet de corda. Només per diversió, vaig compondre les línies per al violoncel i les vaig escriure en una partitura. Vaig haver d'intentar tocar les quatre parts alhora al piano juntament amb la seva cinta, per veure si funcionarien. No ho vam gravar mai.
Esperava tocar en una orquestra per guanyar-me la vida, però no va acabar així. Mentre esperava que arribés una plaça d'orquestra, vaig començar a tocar amb (la cantautora) Virginia Astley. A partir d’aquí, vaig començar a fer sessions de gravació de violoncel per a bandes.
Va haver-hi un moment en què em vaig adonar que tocar amb bandes era un alliberament, era un lloc on la creativitat era benvinguda. Això va ser a principis dels anys vuitanta. La música boja, temerària i independent es feia sense cap ull a la seva viabilitat comercial.
La meva primera sessió adequada (de pagament) va ser per a The Smiths: la versió de Troy Tate de Pretty Girls Make Graves. A més de gravar i tocar per a Virginia Astley, que comptava amb el suport de Geoff Travis i Rough Trade, jo tocaria per a bandes com Test Department i Coil. Richard havia après a utilitzar un Portastudio. Juntament amb el baixista Billy McGee, les nits es van passar sense tenir en compte qualsevol diferència entre la formació clàssica que havíem tingut a Guildhall i treballant fins a quin punt es podia empènyer un Portastudio.

Richard i Billy eren molt bons. Vaig entrar més en els paisatges sonors i en trobar què passaria si gires el casset al Portastudio i el fes reproduir al revés. Va ser quan vaig començar a crear les meves pròpies peces instrumentals per a cordes". 
A continuació, es presenta cronològicament una selecció d’obres que mostra el seu treball, on es veu la seva capacitat per integrar música orquestral en projectes de diferents estils i formats.
| Any  | Autor, Obra                                                   | Tipologia  | Comentaris i concrecions |
| 1995 | The Smashing Pumpkins: Mellon Collie and the Infinite Sadness | Àlbum      | Va compondre l'arranjament instrumental de la cançó Tonight, tonight en l'àlbum de Mellon Collie and the Infinite Sadness                                                                   |
| 2003 | Muse: Absolution                                              | Àlbum      | Va compondre els arranjaments per a cordes de l'àlbum Absolution |
| 2003 | Dave Matthews: Some Devil                                     | Àlbum      | Va dirigir la Seattle Symphony Orchestra per a la gravació de l'àlbum Some Devil |
| 2005 | Coldplay: X&Y                                                 | Àlbum      | Va compondre els arranjaments per a corda de les cançons What If, X&I, Talk i Low de l'àlbum X&Y                                                                                            |
| 2007 | Foo Fighters: Echoes, Silence, Patience & Grace               | Àlbum      | Va compondre els arranjaments instrumentals i va ser directora musical de les cançons Come Alive, Erase/Replace, Statues, Home i The Pretender de l'àlbum Echoes, Silence, Patience & Grace |
| 2010 | Grzegorz Jonkajtys: The Third Letter                          | Pel·lícula | Va ser co-compositora de la banda sonora de la pel·lícula The Third Letter |
| 2013 | Thomas Cheater: Krokodil                                      | Pel·lícula | Va compondre la banda sonora per la pel·lícula de terror Krokodil |
| 2014 | Niles Heckman: Auroras                                        | Pel·lícula | Va compondre la banda sonora per a la pel·lícula Aurores |
| 2015 | Muse: Drones                                                  | Àlbum      | Va participar en la composició de diverses cançons de l'àlbum Drones |
| 2016 | Ozark Henry: Sealand                                          | Cançó      | Va col·laborar amb Piet Goddaer (Ozark Henry) en la composició de la cançó Sealand |

#### Directora d'orquestra
Audrey ha dirigit múltiples formacions instrumentals al llarg de la seva carrera, la majoria d'elles per a enregistraments d'estudi. Quan dirigeix una orquestra completa, sempre intenta comptar amb els membres del seu quartet com a caps de secció; "No són músics que toquin en sessions o gravacions ordinàries, són companys i amics que he conegut i treballat amb moltes capacitats diferents al llarg dels anys".

Riley explica en una entrevista del podcast Sounds like This del Institute of Contemporary Music la funció del director d'orquestra des de la seva perspectiva i experiència; 
Dirigir implica que estàs mostrant on es troba el ritme, però una orquestra que toca a una pista de rock no necessita que se li mostri la pulsació o ritme, es poden escoltar per si mateixos. És més el procés cap a la pista, a través de la navegació per ella, però també l'expressió musical de dinàmica i moltes altres petits detalls i subtileses. 
La següent taula mostra el treball com a directora musical, destacant la seva experiència en liderar conjunts instrumentals i orquestrals en projectes de gran renom.
| Any  | Autor, obra                                                   | Tipologia | Comentaris i concrecions |
| 1995 | The Smashing Pumpkins: Mellon Collie and the Infinite Sadness | Àlbum     | Va dirigir les cordes de la Chicago Symphony Orchestra en la gravació de la cançó Tonight, tonight en l'àlbum de Mellon Collie and the Infinite Sadness |
| 2003 | Dave Matthews: Some Devil                                     | Àlbum     | Va dirigir el conjunt instrumental per a la gravació de l'àlbum Some Devil                                                                              |
| 2009 | Muse: The Resistance                                          | Àlbum     | Va dirigir l'orquestra durant les gravacions del cinquè àlbum de Muse                                                                                   |
| 2011 | Birdy: Birdy                                                  | Àlbum     | Va col·laborar en la direcció de les cordes de l'àlbum debut de la cantant britànica                                                                    |
| 2015 | Muse: Drones                                                  | Àlbum     | Va dirigir l'orquestra durant les gravacions del setè àlbum de Muse                                                                                     |
| 2016 | Birdy: Beautiful Lies                                         | Àlbum     | Va col·laborar en la direcció de les cordes del tercer àlbum de la cantant britànica                                                                    |

#### Intèrpret
Audrey Riley ha treballat com a intèrpret en diferents àmbits; orquestra, música de cambra i ha interpretat obres per a violoncel sol. En 1895, fundà un quartet de cordes format per Chris Tombling (violí), Sue Dench (viola), Leo Payne (violí) i Audrey Riley (violoncel). Amb aquest quartet, han fet des de projectes més petits i independents fins a col·laborar en l’enregistrament d’àlbums d’artistes com Coldplay, Blur, Jessie J, The Cure, Nick Cave, Muse, New Order, Feeder, Moloko, i Birdy.
La següent taula mostra el treball com a intèrpret, ha fet nombroses produccions musicals on combina tradició i experimentació. Trobem  enregistraments amb grups d’avantguarda fins a projectes més personals, demostrant un estil únic i alhora molt divers, ja que abasta diferents estils.
| Any  | Autor, obra                                       | Àlbum                                      | Companyia de gravació |
| 1990 | Steve Martland: Glad Day                          | Glad Day                                   | Factory Records       |
| 1994 | Icebreaker: Terminal Velocity                     | Terminal Velocity                          | Argo Records          |
| 1996 | Icebreaker: Trance                                | Trance                                     | Argo Records          |
| 1997 | Icebreaker: Rogues Gallery                        | Rogues Gallery                             | NewTone Records       |
| 2001 | Icebreaker: Diderik Wagenaar                      | Diderik Wagenaar                           | Donemus               |
| 2001 | Icebreaker: Extraction                            | Extraction                                 | Between The Lines     |
| 2004 | Icebreaker: Trance (re-mastered)                  | Trance (re-mastered)                       | Cantaloupe Music      |
| 2005 | Icebreaker: Cranial Pavement                      | Cranial Pavement                           | Cantaloupe Music      |
| 2005 | Icebreaker: Terminal Velocity                     | Terminal Velocity (re-mastered)            | Cantaloupe Music      |
| 2007 | Icebreaker: Music in Changing Parts               | Music in Changing Parts / Philip Glass     | Cantaloupe Music      |
| 2010 | A Change of Light: Lauda                          | Bryars, Hillier, Lang                      | AR Records            |
| 2012 | A.Riley and E.Pimenta: Collision                  | Collision                                  | -                     |
| 2012 | Icebreaker: Apollo Album                          | Apollo                                     | Cantaloupe Music      |
| 2015 | A.Riley and J.Woodrow: Tre Laude Dolce I, II, III | Gavin Bryars Tre Laude Dolce               | AR Records            |
| 2018 | A.Riley and J.Woodrow: Diversions Three           | Dance Maze: Chamber Music by Tom Armstrong | Resonus               |
| 2018 | Audrey Riley: Open Signal                         | Open Signal 4                              | AR Records            |